# Клетниците (теленовела)
Вижте пояснителната страница за други значения на Клетниците.
„Клетниците“ (на испански: Los miserables) е мексиканска теленовела от 1973 г., режисирана от Антулио Хименес Понс, и продуцирана от Давид Антон за Телевиса. Адаптация е едноименния известен роман на големия френски писател и драматург Виктор Юго.
Голям актьорски състав присъства в теленовелата, включващ актьори като Серхио де Бустаманте (изпълняващ ролята на Жан Валжан), Бланка Санчес (в ролята на Фантин), Антонио Паси (в ролята на Жавер), Диана Брачо (като Козет), Карлос Ансира и Магда Гусман (като Г-н и г-жа Тенардие) и други.

## Сюжет
През 19 век във Франция, Жан Валжан бяга от затвора, след 20 години прекарани там, осъден заради кражба на хляб, за да нахрани децата на сестра си. Хората знаят за миналото му, затова никой не иска да го подслони, с изключение на добрия епископ Мирел, който му отваря вратите на манастира. Жан Валжан се опитва да започне нов живот, под нова самоличност. Така издирваният затворник пристига в Монтрьой-сюр-мер и започва бизнес с маниста. Той става закрилник на бедните и безработните, а славата му се разнася из целия град и е избран за кмет на града.
Жан Валжан се запознава с Фантин, бедна жена, която е работила във фабриката, за да може да изпраща пари на семейство Тенардие, зли и алчни кръчмари, които са поели грижите за малката Козет, дъщерята на Фантин. Фантин е наясно, че Тенардие злоупотребяват с детето, карайки го да работи като прислужница в кръчмата им. Несправедливо уволнена от фабриката и притисната от икономически затруднения, Фантин е принудена да проституира. Трогнат от историята ѝ, Жан Валжан се сприятелява с клетата жена. Фантин, повалена от туберкулоза, поверява грижите за дъщеря си на Валжан. Мъжът спасява малката Козет от дома на семейство Тенардие, и я приема за своя дъщеря.
Полицейският инспектор Жавер е основният враг на Валжан. Жавер разбира за истинската самоличност на кмета на Монтрьой-сюр-мер. Воден от чувството си за справедливост, Жавер тръгва по следите на бившия затворник. Валжан и Козет бягат от града и намират убежище в манастир, където Козет расте и се превръща в красива и интелигентна млада жена. Валжан и Козет напускат манастира и се установяват в малка квартира, където да водят нормален живот. След известно време, Козет се запознава с Мариус, млад момък, привърженик на революционното дело, и двамата се влюбват.

## Актьори
Част от актьорския състав:
- Серхио де Бустаманте – Жан Валжан
- Бланка Санчес – Фантин
- Диана Брачо – Козет
- Антонио Паси – Жаверт
- Карлос Ансира – Г-н Тенардие
- Магда Гусман – Г-жа Тенардие
- Мария Рохо – Епонин
- Луис Торнер – Маруис
- Анхел Гараса – Епископ Мирел
- Ото Сирго – Феликс
- Едит Гонсалес – Козет (дете)
- Фернандо Солер – Г-н Жилнорман
- Ектор Бония – Жерард
- Силвия Суарес – Сестрата на Валжан
- Норма Хименес Понс – Мария Антониета
- Карина Дупрес – Работничка
- Росио Брамбила – Епонин (дете)
- Росарио Гранадос – Маргарита
- Марго Вагнер – Работничка
- Карлос Аргуейес – Гаврош
- Марио Хименес Понс – Андрес
- Одисео Бичир
- Кармен Кортес
- Ернесто Касияс
- Адан Алкосер
- Хосе Луис Амаро
- Салвадор Перес
- Едуардо Борха

## Премиера
Премиерата на Клетниците е през 1973 г. по Canal 2.

## Версии
- Теленовелата Клетниците е базирана на романа Клетниците от Виктор Юго, публикуван през 1862 г., който има няколко филмови и музикални адаптации.
- През 2014 г. компаниите Телемундо и Argos Comunicación продуцират теленовелата Клетниците, с участието на Арасели Арамбула и Ерик Айсер. Действието се развива в съвременната епоха.